# Bolszaja Wiszera (stacja kolejowa)
Bolszaja Wiszera (ros. Большая Вишера) – stacja kolejowa w miejscowości Bolszaja Wiszera, w rejonie małowiszerskim, w obwodzie nowogrodzkim, w Rosji. Położona jest na linii Petersburg – Moskwa.

## Historia
Stacja powstała w czasach carskich na Kolei Mikołajewskiej, pomiędzy stacjami Griady i Małaja Wiszera.